# Anarhichas lupus
Cá sói Đại Tây Dương (Anarhichas lupus) là một loài cá sói trong họ Anarhichadidae. Cá sói Đại Tây Dương sử dụng hàm mạnh mẽ của chúng để ăn động vật thân mềm có vỏ, động vật giáp xác, động vật da gai. Chúng không ăn các loài cá khác.